# Honda CRF 1000L
La Honda CRF 1000L, chiamata anche Honda CRF 1000L Africa Twin, è un enduro stradale prodotta dalla casa motociclistica giapponese Honda Motor Co. Ltd. dal 2015 al 2020.

## Descrizione e storia

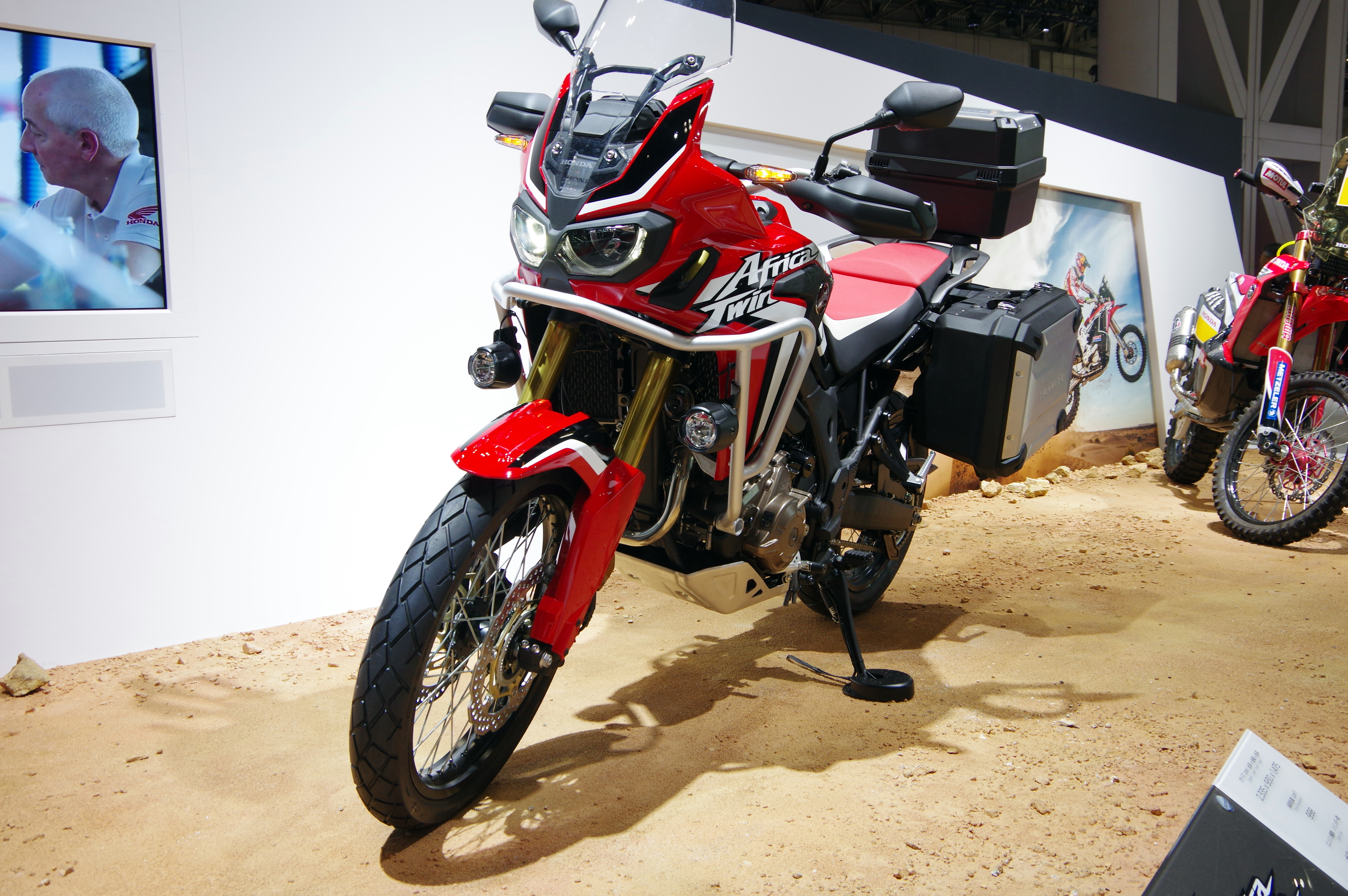

Annunciata a maggio e con la diffusione di alcuni dati tecnici a luglio all'EICMA 2015 è stata ufficialmente presentata la CRF 1000L, che riprende il nome "storico" Africa Twin dopo oltre un decennio dall'uscita di produzione dell'ultimo modello XRV 750.
Nonostante il lancio sia avvenuto a fine 2015 questa motocicletta risultava essere omologata come Euro 3, venendo in seguito aggiornata all'Euro 4 a inizio 2017.
Questo modello è dotato di un motore da 998 cm³ da 95 CV e 98 Nm di coppia di nuova progettazione ed offre tre allestimenti base più molteplici varianti di colore e di accessori. La caratteristica più innovativa è la possibilità di essere dotata di un cambio totalmente automatico a doppia frizione (DCT) con una programmazione specifica per l'uso fuoristrada. Ai fini del codice della strada e della patente di guida, questa versione risulta come "Automatica".
Le versioni presentate sono:
- Base, privo di assistenza elettronica, con dotazione di accessori ridotta e cambio meccanico.
- ABS, dotato di ABS, di controllo di trazione e cambio meccanico.
- DCT, con la stessa elettronica ed accessoristica del precedente ma con cambio automatico Dual Clutch Transmission (trasmissione a doppia frizione).

Il modello base è stato tolto dal listino a gennaio 2017 a causa dell'obbligo europeo di installazione dell'ABS (e di rispetto delle norme Euro 4) sulle nuove immatricolazioni.
La Honda ha immatricolato la CRF 1000L con pneumatici di classe velocità "H" (equivalenti a 210 km/h) ma fornisce, a richiesta, il nulla osta per poter montare pneumatici adatti all'uso fuoristrada a partire dal codice velocità "Q" (ovvero da 160 km/h) ed essendo consentito il montaggio di pneumatici M+S di codici velocità inferiori è permessa la scelta di numerose tipologie di pneumatici.
La CRF 1000L Africa Twin è stata inizialmente prodotta al lancio solo in Giappone; tuttavia, la filiale Honda Brasil il 9 novembre 2016 ha presentato la motocicletta in anteprima per il mercato brasiliano al Salone dell'Automobile di San Paolo, dopo un'attesa di un anno (era stata annunciata nello stesso salone l'anno precedente), dichiarandone la produzione in loco; il Brasile è diventato così l'unico paese in cui la nuova Africa Twin è stata prodotta al di fuori del Giappone. Presentata nei soli colori CRF Rally (Rossa) e Tricolor (Bianca), è disponibile solo nel modello ABS e negli allestimenti base e Travel Edition.
Questo modello ha riscontrato successo commerciale, in particolare in Italia dove in alcuni mesi è anche arrivata al primo posto delle vendite, ma in seguito al terremoto avvenuto nei pressi di Kyushu nell'aprile 2016, che ha danneggiato anche la fabbrica Honda, la produzione e quindi la distribuzione ha subito drastiche limitazioni.

Ad EICMA 2017 Honda ha presentato, oltre ad un rinnovamento generale della gamma esistente, un nuovo modello che richiama direttamente la storica versione NXR del 1988 poi commercializzata come RD03. La versione viene chiamata "Adventure Sports" esattamente come la XRV 650 e ne richiama sia le colorazioni che il 30º anniversario tramite adesivo sul serbatoio.

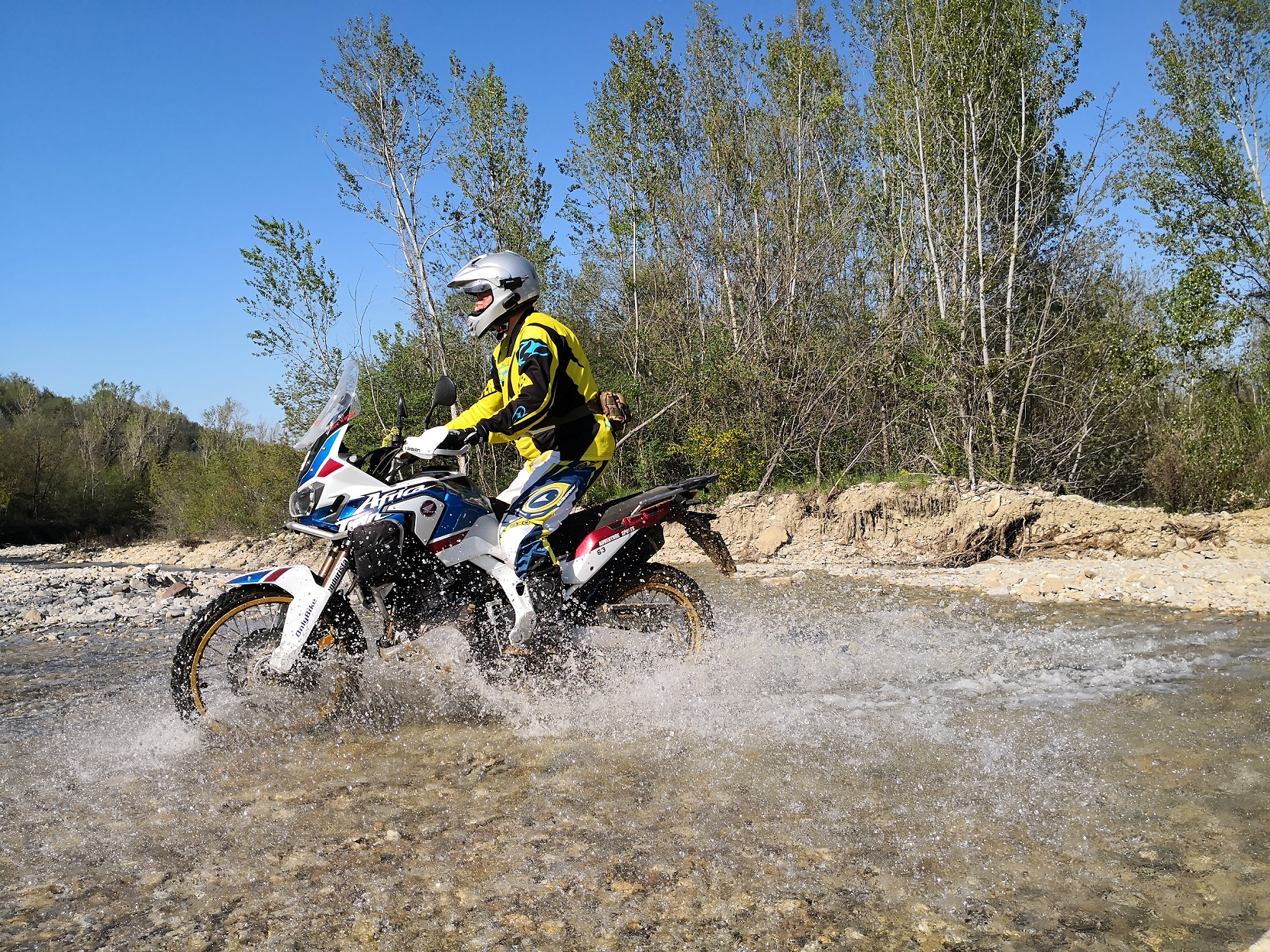
Africa Twin Adventure Sports 2018

Questa versione mantiene tutte le migliorie presenti nei modelli 2018 aggiungendo alcuni elementi distintivi fra i quali spiccano il serbatoio maggiorato (da 24 litri anziché 18) le sospensioni a corsa maggiorata, portapacchi in acciaio che richiama il modello storico e manopole riscaldate e tubolari di protezione in acciaio di serie.
Le varie migliorie, presenti su tutta la gamma, riguardano il motore (albero alleggerito e prese d'aria maggiorate) che a pari potenza presenta un maggior risposta ai bassi e medi regimi, una strumentazione rivista (anche se ancora a schermo passivo, non eccezionale nell'uso fuoristradistico), uno scarico più "aperto" che genera un rumore più adeguato al tipo di moto, attacchi pedane in acciaio (anziché in alluminio) e pedane maggiorate (migliori per l'uso "off"), un comando di accelerazione Throttle-By-Wire che consente anche la disponibilità di 4 mappature che regolano potenza (su 3 livelli), freno motore (su 3 livelli) e traction control (ora su 7 livelli); 3 di queste mappe sono definite dalla casa, anche se modificabili durante la marcia, ed una configurabile dal guidatore. Alcune funzionalità sono mirate alla sicurezza come il "panic stop" cioè il lampeggio rapido delle frecce in caso di frenate particolarmente e il disinserimento automatico delle frecce in rettilineo. I raggi in acciaio inox e la omologazione degli pneumatici da strada e quelli M+S completano le modifiche.
Fra gli optional vi è il Quickshifter, un assistente al cambio di marcia (anch'esso programmabile dal guidatore su tre livelli in scalata e tre in salita di marcia) che ne favorisce l'utilizzo senza azionare la frizione.